# (24306) 1999 YE5
1999 واي إي 5 (ويعرف أيضًا باسم (24306) 1999 واي إي 5 وفق تسمية الكوكب الصغير) (بالإنجليزية: 1999 YE5)‏ هو كويكب ضمن حزام الكويكبات؛ وترتيبه 24306 من حيث الاكتشاف.
اكتُشف هذا الجُرم الفلكي بواسطة Yasukazu Ikari ‏ في 27 ديسمبر 1999.

## وصلات خارجية
- (24306) 1999 YE5 في قاعدة بيانات مختبر الدفع النفاث لأجرام النظام الشمسي الصغيرة

- الاكتشاف · مخطط المدار ·  العناصر المدارية · المعلمات المادية

- (24306) 1999 YE5 على موقع ويكي سكاي: DSS2, SDSS, GALEX, IRAS, Hydrogen α, X-Ray, Astrophoto, Sky Map, Articles and images